# Christu Cantuniar
Christu Cantuniar (n. 28 noiembrie 1892 – d. 1 octombrie 1942) a fost un colonel român care a luptat pe frontul antisovietic în cel de-al Doilea Război Mondial și a căzut eroic în luptă. A fost înaintat post-mortem la gradul de general de brigadă.

## Cariera militară
Colonelul Cantuniar a îndeplinit funcția de subșef al Statului Major Operativ al Armatei. A fost decorat pe 23 decembrie 1941 cu Ordinul „Coroana României” cu spade în gradul de comandor și cu panglică de „Virtute Militară” „pentru devotamentul de care a dat dovadă în calitate de subșef de Stat Major operativ, remarcându-se în mod deosebit prin concepțiunile sale clare și precise, atât în îndeplinirea însărcinărilor exterioare pe lângă unități, pe care le-a îndrumat în sensul vederilor Armatei, cât și în executarea recunoașterilor necesare comandamentului”.
A fost înaintat post-mortem la gradul de general de brigadă.

## Decorații
- Ordinul „Steaua României” în gradul de ofițer (8 iunie 1940)[3]
- Ordinul „Coroana României” cu spade în gradul de comandor și cu panglică de „Virtute Militară” (23 decembrie 1941)[2]